# Кот-Диджи
Кот-Диджи — археологическая культура бронзового века в Пакистане (провинция Синд), предшествовавшая Индской (Хараппской) цивилизации.
Углеродный анализ позволяет датировать культуру 3155-2590, 2885—2805 и 2600 (± 145)-2100 (± 140) годами до н. э. (то есть период до Хараппы). Некоторые ученые полагают, что данная культура является предхараппской (или раннехараппской) культурой.

## Артефакты и их анализ
Основной памятник — одноименный холм Кот-Диджи близ г. Хайрпур (Пакистан), где в ходе раскопок обнаружен архитектурный комплекс из крепости и предместья с постройками. Первооткрыватель культуры — индийский археолог А. Хан, 1957 год.
Непосредственно к котдиджинской культуре отнесено содержание нижних слоев раскопанного холма, где обнаружены остатки глинобитных домов на каменных фундаментах, датируемые концом 3-го тыс. до н. э., орудия и керамика, которые имеют черты сходства с хараппскими.
Ученые предполагают, что эти две культуры временно сосуществовали, на рубеже 3-го и 2-го тыс. до н. э. посёлок был разрушен хараппцами и на его месте возникло хараппское поселение, просуществовавшее около 300 лет.
Стратиграфия Кот-Диджи свидетельствует о сложных исторических процессах, протекавших в долине Инда на рубеже 3-го и 2-го тыс. до н. э.
Обнаружена керамика, которая указывает на развитое гончарное производство, схожее с раннехараппским, что указывает на корни хараппского гончарного производства. Керамика сходна с артефактами укреплений Хараппы, а именно Амри и Рана-Гхундай (II—III).
Новые исследования свидетельствуют, что эта культура выходила за рамки самого поселения Кот-Диджи и охватывала районы в долине Инда, Северного и Центрального Белуджистана. В долине Кветты была обнаружена керамика, сходная с ранней котдиджинской. Такой же вывод сделали ученые при раскопках Амри, Гумлы и других поселений, где тоже была открыта керамика раннекотдиджинского типа. Эти материалы позволили рассматривать культуру Кот-Диджи как пред- или раннехараппскую по времени. Это дало возможность установить последовательное развитие от раннехараппского этапа до периода городской цивилизации, уяснить истоки урбанизации и местные корни собственно хараппской культуры.